# Борек (Вроцлав)
Бо́рек (пол. Borek) — оседле Вроцлава, в бывшей дзельнице Кшики на юге города. Население на 2023 год составило 11 797 человек.

## История

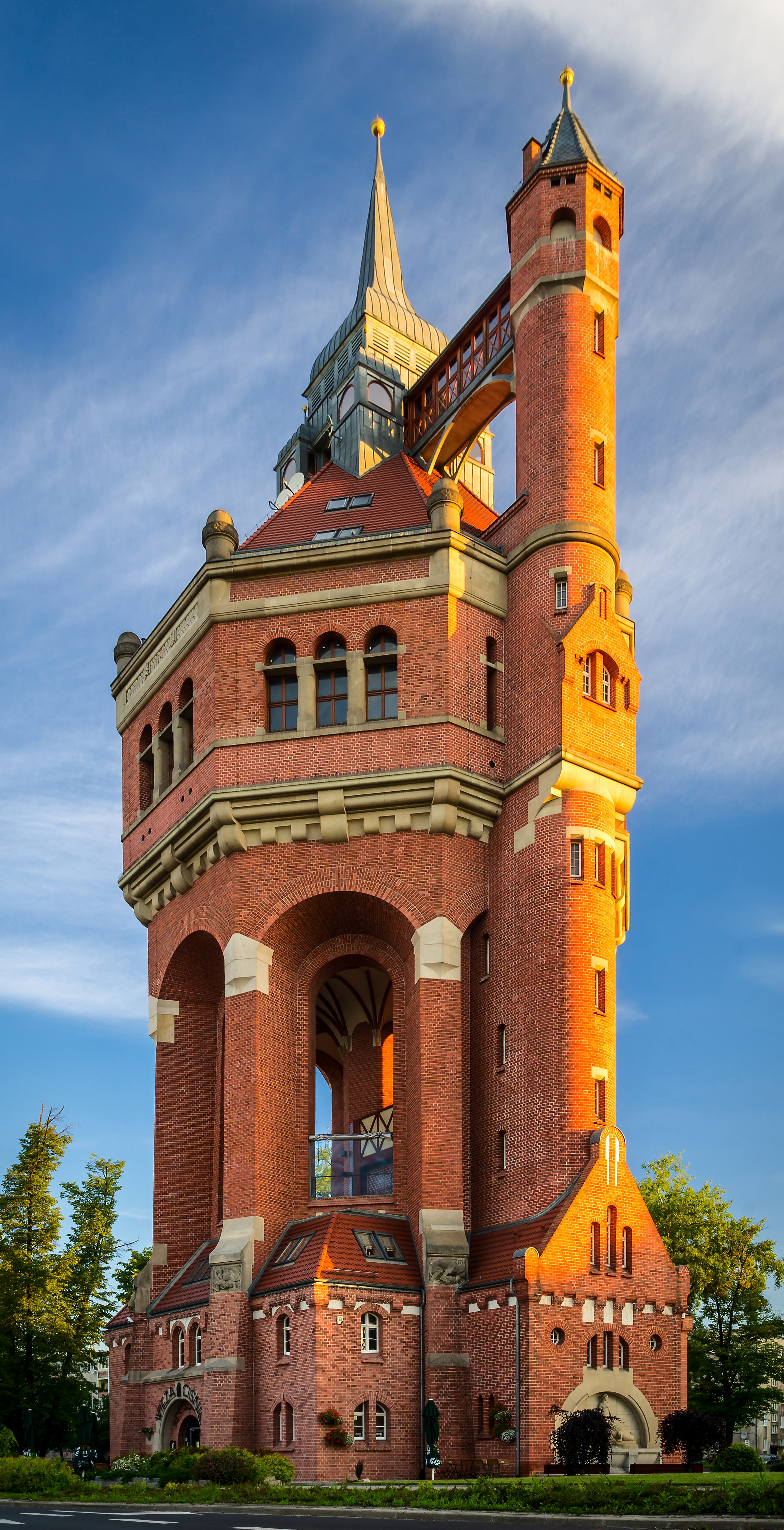
Водонапорная башня Борек

Местность впервые упоминается в документах 1203 и 1223 годов под названием Борки (пол. Borki). Также упоминается в 1326 году как Борек (пол. Borek) и Борк (нем. Bork), в 1352 году как Боргк (нем. Borgk), в 1369 и 1372 году как Борг (нем. Borg), в 1373 году как Бург (нем. Burg), в 1400 году как Венигебург (нем. Wenigeburg), в 1438 году Вениген-Бургк (нем. Wenigen Burg), и наконец в 1456 году как Кляйн-Борек (нем. Klein Borek) и Кляйнбург (нем. Klainburg и позднее нем. Kleinburg).
Название района происходит от слова «бор» (пол. bór), то есть хвойного леса. Немецкоязычные жители превратили название в схожее по звучанию немецкое нем. burg (с нем. — «замок, крепость»), а затем и название местности превратилось в нем. Kleinburg, с нем. — «маленькая крепость».
Местность вошла в состав города в 1897 году. С 1952 года входила в состав дзельницы Кшики. Дзельница была упразднена в 1991 году, на её месте были образованы оседле, в том числе Борек.
В 1903—1904 годах в районе была построена Водонапорная башня — яркий представитель стиля историзм во Вроцлаве. В Польше башня известна под названием «Борек» (пол. Wieża ciśnień Borek we Wrocławiu) по имени района.